# Nowa Zelandia na Letnich Igrzyskach Olimpijskich 1920

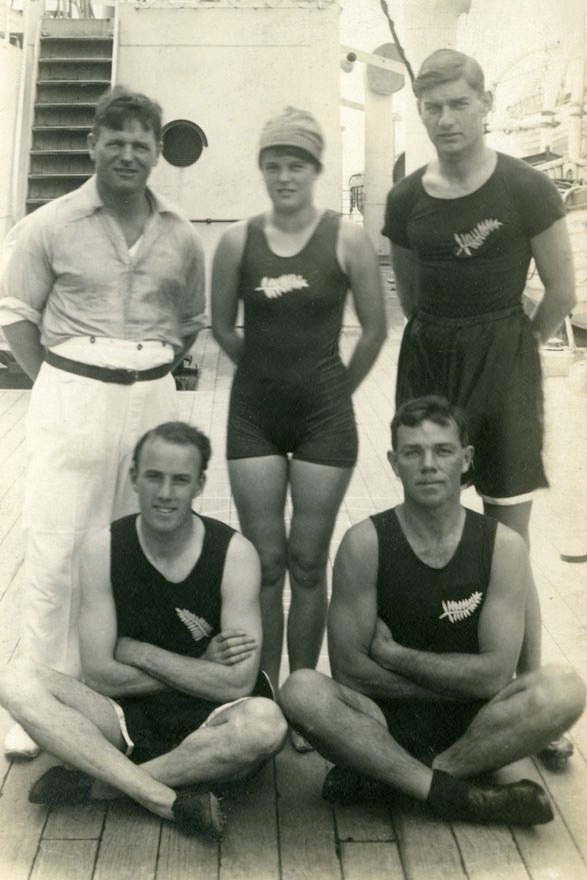
Reprezentacja Nowej Zelandii na Igrzyskach w 1920 roku. Tui (trener) i Violet Walrond, George Davidson, Harry Wilson, Darcy Hadfield

Nową Zelandię na Letnich Igrzyskach Olimpijskich 1920 reprezentowało czterech zawodników: trzech mężczyzn i jedna kobieta.

## Historia
Był to debiut reprezentacji Nowej Zelandii na letnich igrzyskach olimpijskich. Ponieważ jedyna i pierwsza kobieta w reprezentacji miała 15 lat, towarzyszył jej ojciec Cecil ("Tui")Walrond, który był także jej trenerem pływackim. Został opiekunem i nieoficjalnym trenerem całego zespołu. 
Nie wszystko zostało dobrze przygotowane. Podróż morska opóźniła się już w Australii, a potem w Południowej Afryce, dlatego zespół przybył do Belgii po ponad dziewięciu tygodniach podróży, zaledwie kilka dni przed rozpoczęciem Olimpiady. Podczas długiej podróży zawodnicy nie mieli szans na trening.
Na uroczystości otwarcia drużyna nie miała jednolitego stroju - mężczyźni nosili garnitury, a Violet - kremową sukienkę. Tylko srebrne broszki w kształcie paproci przypięte na kapeluszach  pokazywały, że są Nowozelandczykami. Violet swoją broszkę przypięła na krawacie. Wszyscy otrzymali czarne bawełniane podkoszulki z wyszytą srebrną paprocią. 
Violet  występując na Igrzyskach miała 15 lat. Basenem pływackim była odgrodzona część kanału, bez lin. Jako jedyna z kobiet pływała kraulem. Na 100 m w stylu dowolnym zajęła 3 miejsce. Zakwalifikowała się do finału na 300 m, ale zachorowała i w finale nie startowała.
Clarence Hadfield D'Arcy zdobył pierwszy medal olimpijski dla Nowej Zelandii.

## Zdobyte medale
| Medal | Zawodnik                 | Dyscyplina  | Konkurencja      | Rezultat |
| ----- | ------------------------ | ----------- | ---------------- | -------- |
| Brąz  | Clarence Hadfield D'Arcy | Wioślarstwo | jedynka mężczyzn |          |

## Skład reprezentacji

### Lekkoatletyka
Mężczyźni
- George Davidson

bieg na 100 m - odpadł w ćwierćfinale,
bieg na 200 m - 5. miejsce,
- Harry Wilson - bieg na 110 m przez płotki - 4. miejsce,

### Pływanie
Kobiety
- Violet Walrond

100 m stylem dowolnym - 5. miejsce,
300 m stylem dowolnym - 7. miejsce,

### Wioślarstwo
Mężczyźni
- Clarence Hadfield D'Arcy - jedynki - 3. miejsce,